# EP u amaterskom boksu 1949.
8. Europsko prvenstvo u amaterskom boksu 1949. se održalo od 13. – 18. lipnja 1949. u norveškom gradu Oslu.
Boksači su se borili za odličja u osam težinskih kategorija. Sudjelovalo je 93 boksača iz 16 država.
Boksači iz Mađarske i Italije su osvojili po 2 naslova prvaka, a Poljske, Francuske, Češke i Irske su osvojili po 1 naslov prvaka.
| Kategorija         | zlato             | srebro                 | bronca           |
| muha (-51 kg)      | Janusz Kasperczak | József Bednai          | Hans Schmöller   |
| bantam (-54 kg)    | Giovanni Zuddas   | Henning Jensen         | Salvator Vangi   |
| pero (-57 kg)      | Jacques Bataille  | Louis van Hoeck        | David O'Connell  |
| laka (-60 kg)      | Michael McCullagh | Mohammed Aimme         | Pavle Šovljanski |
| velter (-67 kg)    | Július Torma      | Victor Jørgensen       | Guy Toupé        |
| srednja (-75 kg)   | László Papp       | Stig Sjölin            | Ivano Fontana    |
| poluteška (-81 kg) | Giacomo di Segni  | Ota Rademacher         | Willy Schagen    |
| teška (+81 kg)     | László Bene       | Raymond Degl'Innocenti | Uber Baccilieri  |